# 光溪桥
29°46′22.4″N 121°21′09.9″E / 29.772889°N 121.352750°E
光溪桥，又名“许家桥”，是浙江省宁波市一座古桥。桥梁位于鄞江镇光溪自然村许家桥弄南端，始建1524年，扩建于1902年。光溪桥曾与官池墩相连，作为它山堰的附属工程，现官池墩大部已毁。2010年，光溪桥成为县级文物保护单位。因宁波市行政区划调整，光溪桥于2018年12月被公布为海曙区文物保护单位。

## 桥梁形制
光溪桥为单孔石拱桥，使用的石材为当地所产的小溪石和梅园石。桥梁为南北方向，长39.95米，宽4.5米，高7.8米，拱高6.5米，跨距12米。南端位于官池墩遗址上方，设有28级台阶。北端位于许家桥弄，设25级台阶。桥梁东西两侧均有桥联和桥额。东侧桥联为“虹桥联古道，遥通百里舟车；曲堤枕大江，近接万家烟火”，桥额为“光溪桥”。西侧桥联为“环溪分月影，长涵蕙水文澜；梵石驾龙门，雄抱苍山重翠”，桥额为“四明首镇”。桥额均有上下款“大清嘉庆三年，光绪壬寅年重修”、“二月仲春立”。

## 历史
光溪桥建于明嘉靖三年。在此之前，光溪主要道路需经过孙家桥，而此桥常在洪水中冲毁。因而，时任鄞县县令沈继美主持修建了光溪桥和与桥相连的官塘。官塘高程略高于它山堰，约长120米，宽约5米，负责蓄水、行洪。桥梁负责通航，同时利于水流进入小溪港，灌溉周围农田。1798年桥梁重修。1902年，光溪桥大修，将桥面宽度扩大为原先的两倍。文化大革命期间，电影《难忘的战斗》曾在鄞江取景，留下光溪桥和官池墩的影像记录。不久以后，官池墩大部被拆除，仅剩部分遗址和光溪桥相连。

## 图片

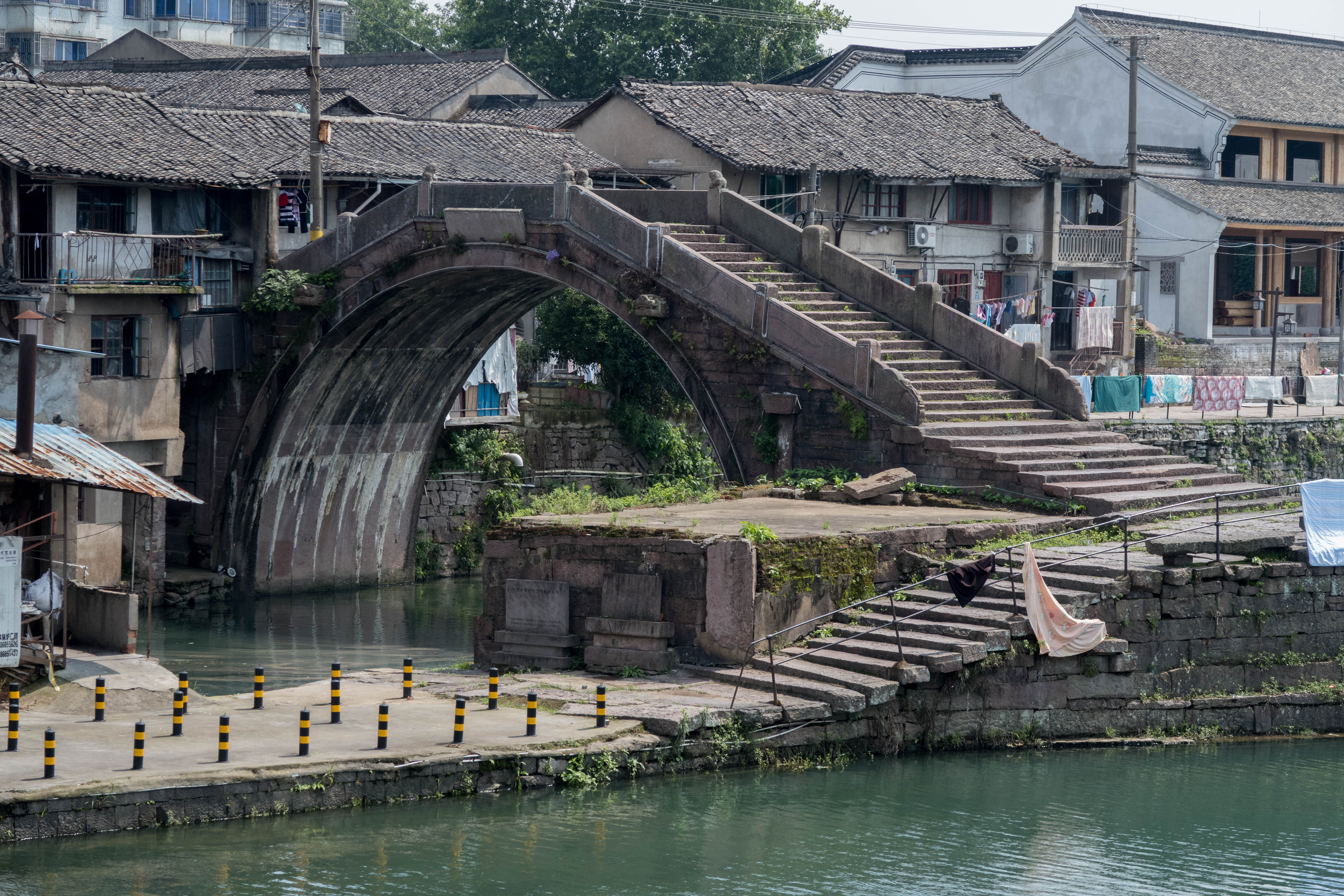
光溪桥与官池墩遗址
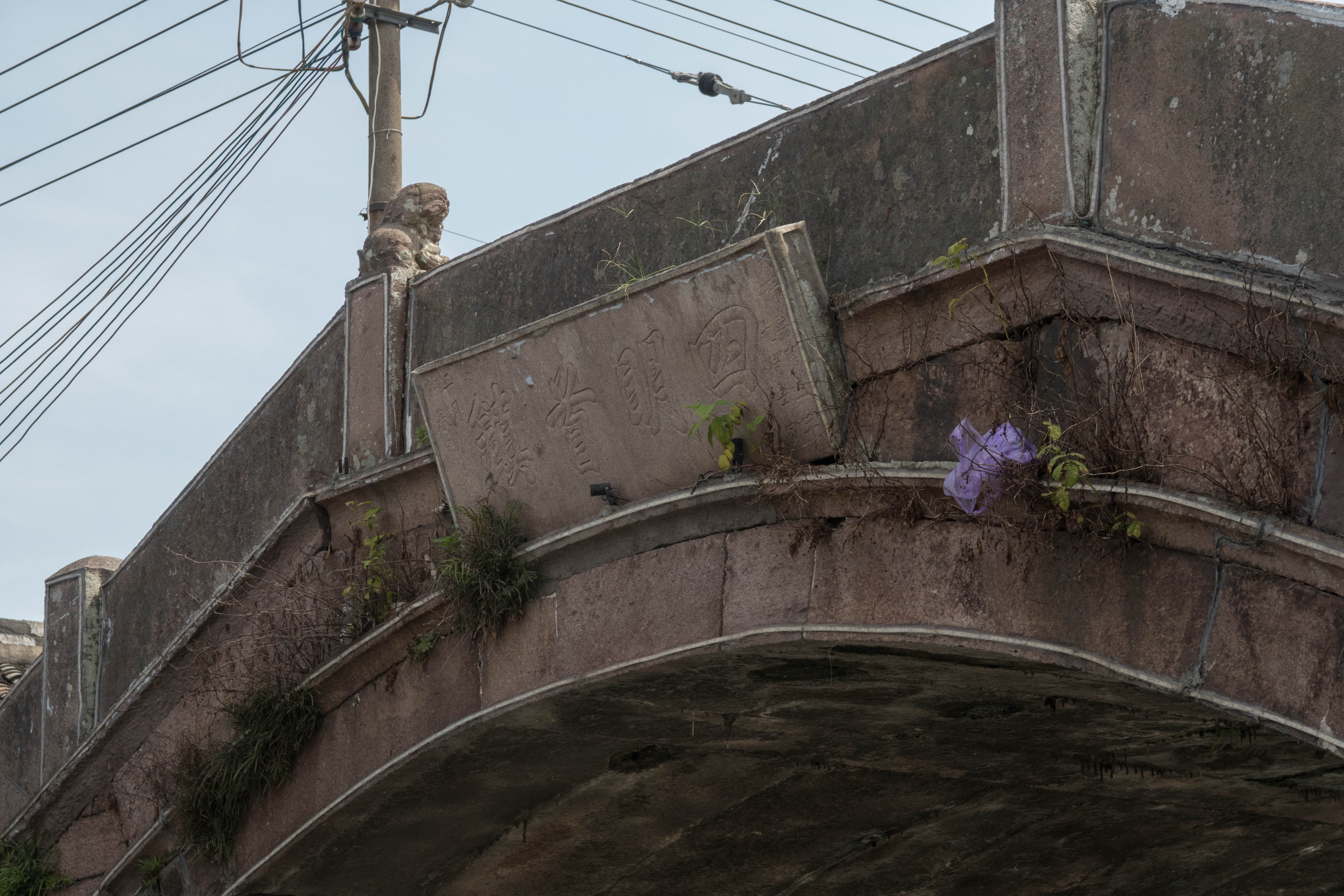
西侧桥额“四明首镇”
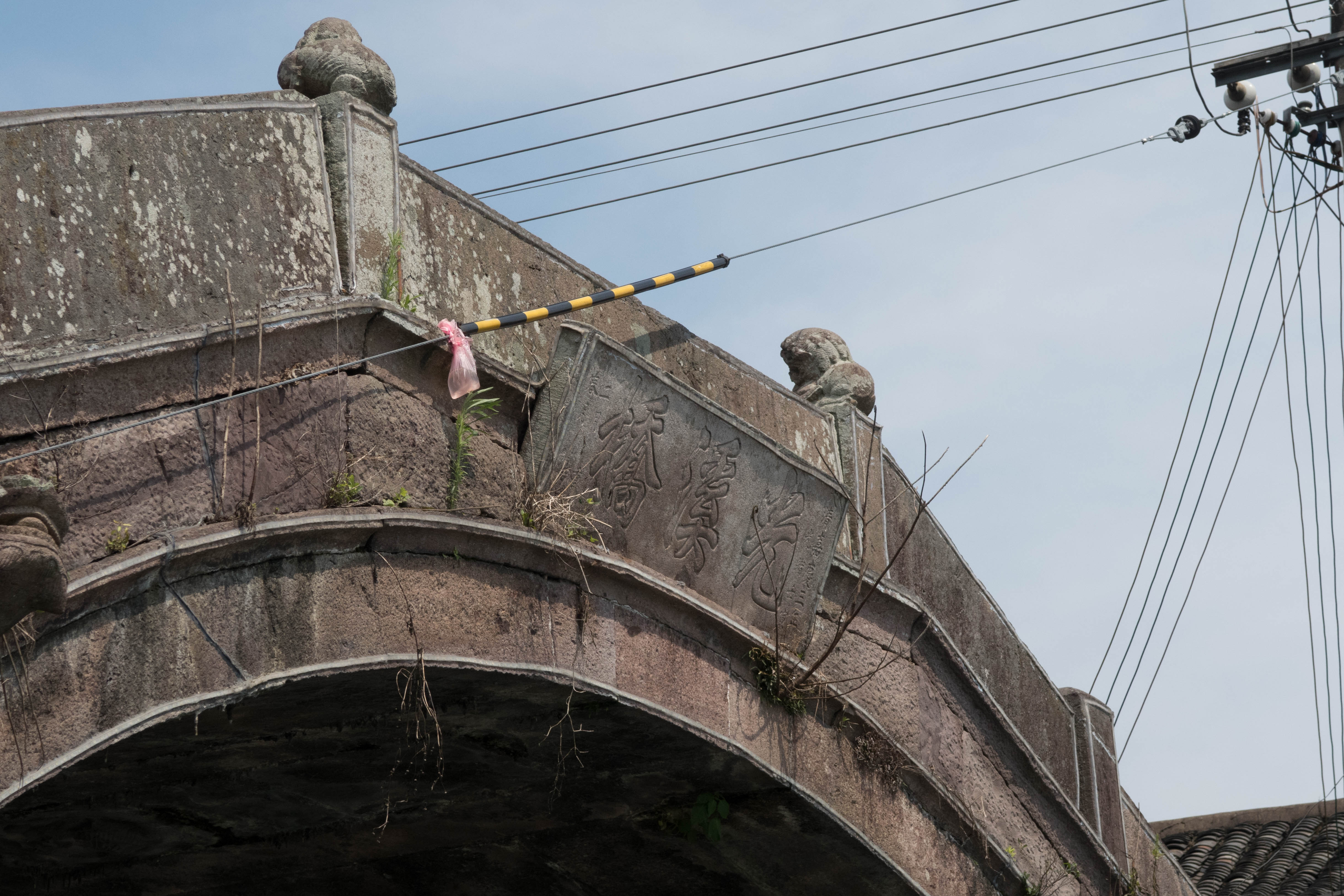
东侧桥额“光溪桥”
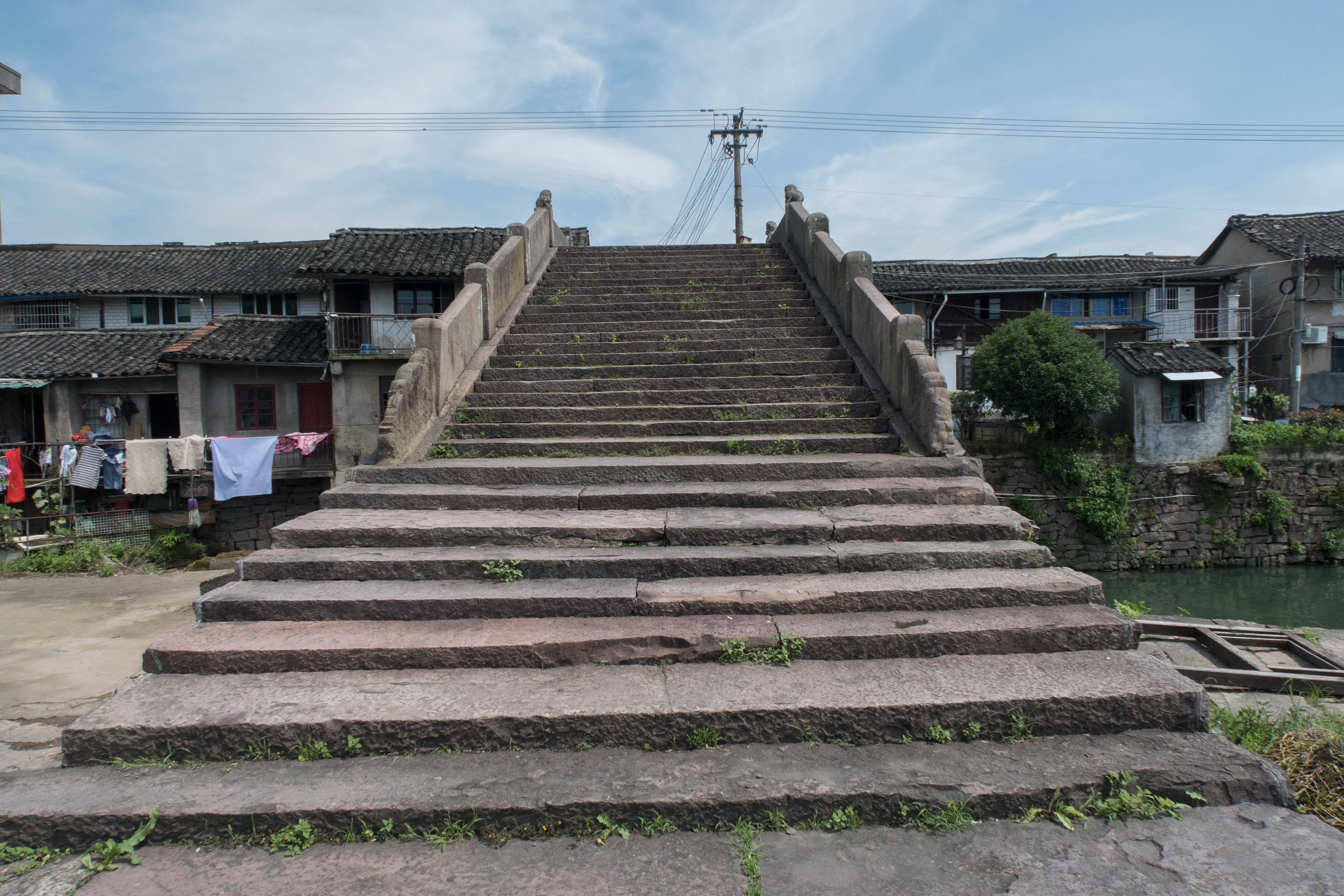
南侧台阶
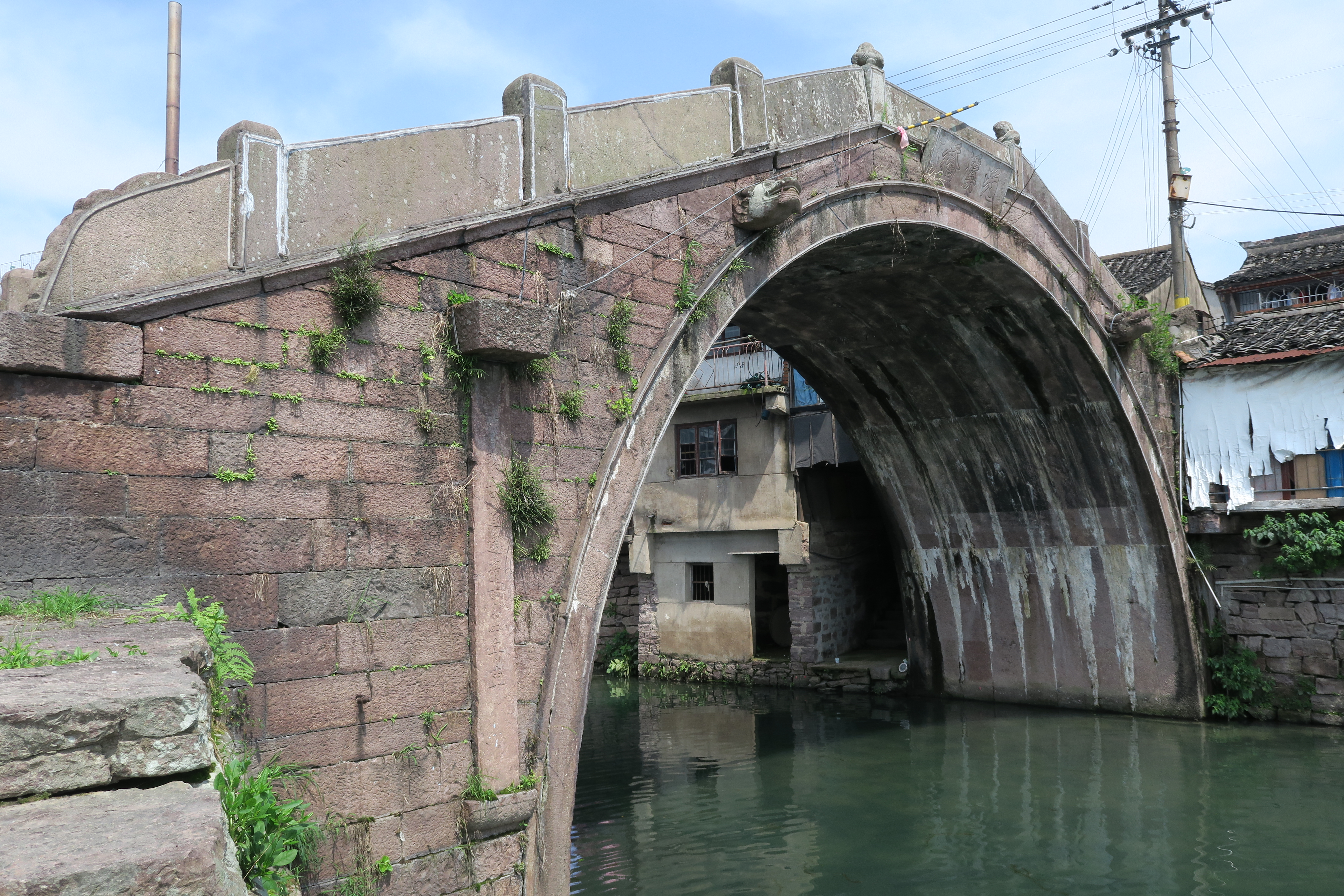
桥梁东侧
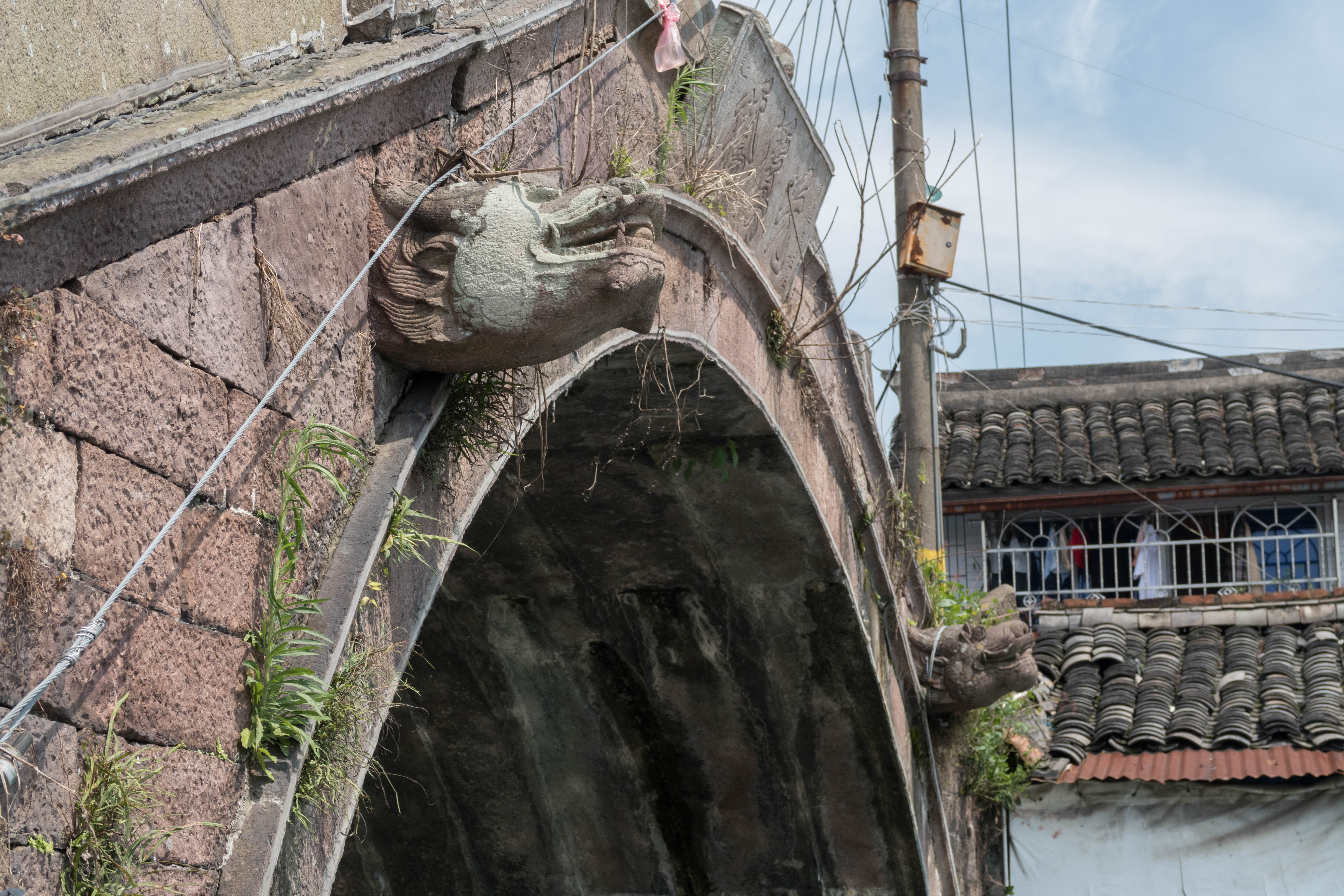
东侧桥联上方的螭首
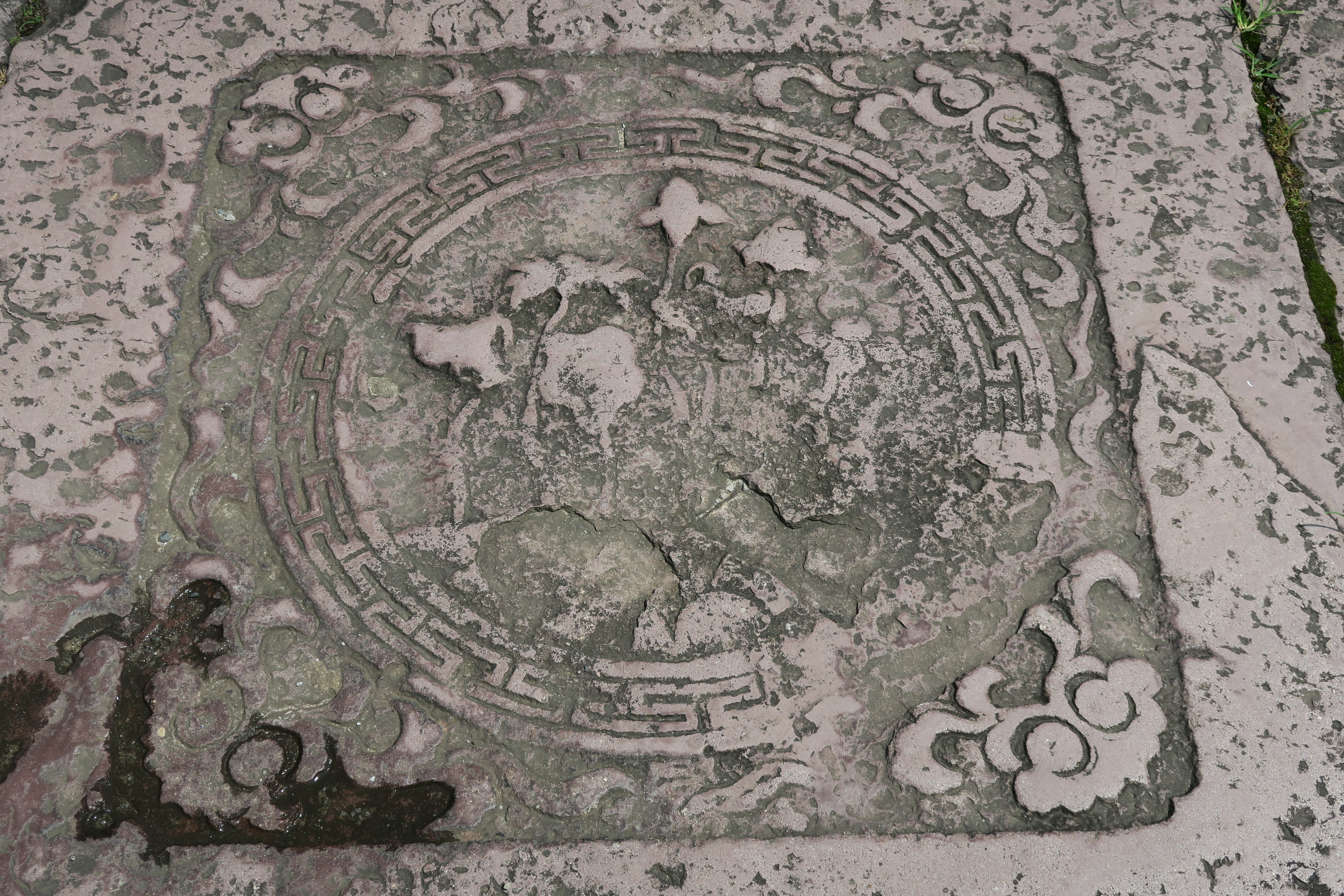
桥面荷花装饰
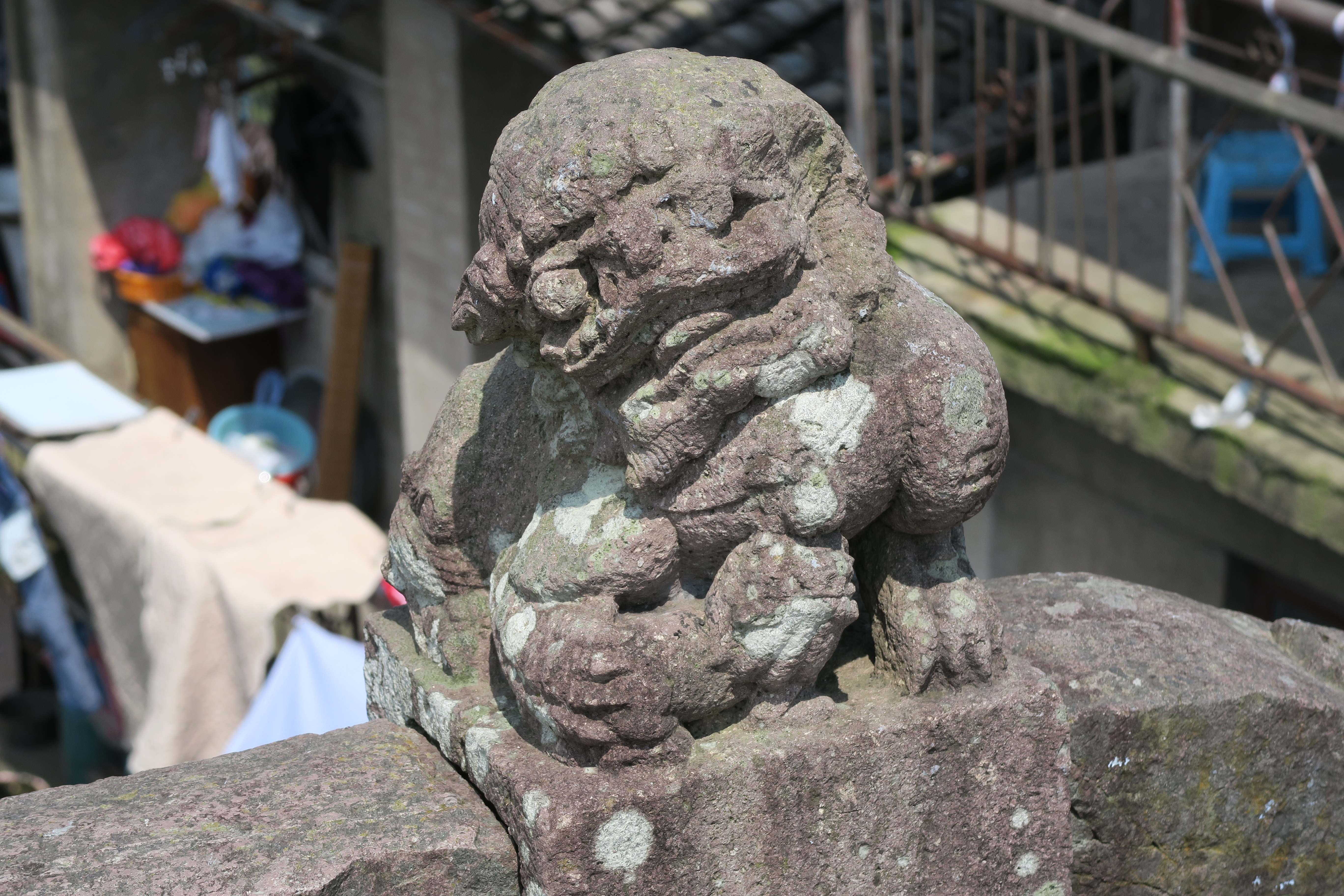
桥栏上的石狮